# Knihy (Řenče)
Knihy jsou malá vesnice, část obce Řenče v okrese Plzeň-jih v Plzeňském kraji. Nachází se asi 1,5 kilometru severozápadně od Řenče. Knihy jsou také název katastrálního území o rozloze 1,3 km².

## Historie
První písemná zmínka o vesnici pochází z roku 1379.

## Obyvatelstvo
| Rok            | 1869 | 1880 | 1890 | 1900 | 1910 | 1921 | 1930 | 1950 | 1961 | 1970 | 1980 | 1991 | 2001 | 2011 | 2021 |
| -------------- | ---- | ---- | ---- | ---- | ---- | ---- | ---- | ---- | ---- | ---- | ---- | ---- | ---- | ---- | ---- |
| Počet obyvatel | 97   | 98   | 85   | 91   | 93   | 89   | 79   | 68   | 50   | 37   | 28   | 23   | 26   | 16   | 20   |
| Počet domů     | 18   | 19   | 19   | 19   | 16   | 16   | 16   | 15   | 15   | 12   | 12   | 12   | 13   | 13   | 13   |

## Obecní správa
Při sčítání lidu v letech 1850–1959 Knihy byly samostatnou obcí v okrese Přeštice. V letech 1960–1979 byly částí obce Vodokrty v okrese Plzeň-jih. Od 1. ledna 1980 jsou částí obce Řenče v okrese Plzeň-jih.